# Aristolebia capitis
Aristolebia capitis – gatunek chrząszcza z rodziny biegaczowatych i podrodziny Lebiinae.

## Taksonomia
Gatunek opisany został w 1968 roku przez Philipa Jacksona Darlingtona Juniora.

## Opis
Chrząszcz ten charakteryzuje się obecnością wzoru na pokrywach, zaokrąglonymi kątami przyszwowymi pokryw oraz występowaniem 5 ząbków na pazurkach stóp.

## Występowanie
Gatunek występuje w indonezyjskiej części Nowej Gwinei na półwyspie Ptasia Głowa.